# Bellator 232
Bellator 232: MacDonald vs. Lima 2 è stato un evento di arti marziali miste tenuto dalla Bellator MMA il 26 ottobre 2019 al Mohegan Sun Arena di Uncasville negli Stati Uniti.

## Risultati
|                                        | Divisione              |                    |           |                    | Metodo                                           | Round     | Tempo     | Premio    |
| Main Card                              | Main Card              | Main Card          | Main Card | Main Card          | Main Card                                        | Main Card | Main Card | Main Card |
| -------------------------------------- | ---------------------- | ------------------ | --------- | ------------------ | ------------------------------------------------ | --------- | --------- | --------- |
| Sfida valida per il titolo di campione | Pesi welter            | Douglas Lima       | batte     | Rory MacDonald (c) | Decisione unanime (49-46, 50-45, 50-45)          | 5         | 5:00      |           |
|                                        | Catchweight (175 lbs.) | Paul Daley         | batte     | Saad Awad          | KO tecnico (pugni)                               | 2         | 1:30      |           |
|                                        | Pesi gallo             | Patrick Mix        | batte     | Isaiah Chapman     | Sottomissione (Suloev stretch)                   | 1         | 3:49      |           |
|                                        | Pesi leggeri           | Manny Muro         | batte     | Nick Newell        | Decisione non unanime (29-28, 27-29, 29-28)      | 3         | 5:00      |           |
|                                        | Catchweight (160 lbs.) | Kevin Ferguson Jr. | vs.       | Craig Campbell     | No Contest (ribaltamento)                        | 1         | 0:38      |           |
| Card Preliminare                       |                        |                    |           |                    |                                                  |           |           |           |
|                                        | Pesi welter            | Ryan Hardy Evans   | batte     | Demetrios Plaza    | Sottomissione (rear-naked choke)                 | 3         | 3:03      |           |
|                                        | Pesi leggeri           | Lance Gibson Jr.   | batte     | Dominic Jones      | KO tecnico (pugni)                               | 1         | 1:58      |           |
|                                        | Pesi leggeri           | Devin Powell       | batte     | Marcus Surin       | Sottomissione tecnica (mounted guillotine choke) | 2         | 5:00      |           |
|                                        | Pesi mosca             | Johnny Lopez       | batte     | Dan Cormier        | Decisione unanime (29-28, 30-27, 30-27)          | 3         | 5:00      |           |
|                                        | Pesi gallo             | Jornel Lugo        | batte     | John Douma         | Decisione unanime (30-26, 30-27, 30-27)          | 3         | 5:00      |           |
|                                        | Pesi mosca             | Zarrukh Adashev    | batte     | Tevin Dyce         | KO tecnico (pugni)                               | 2         | 1:39      |           |